# Château de San Salvatore Telesino
Le château de San Salvatore Telesino est un ancien château médiéval situé sur une colline surplombant la ville de San Salvatore Telesino, province de Bénévent en Campanie,.

## Historique
Il a été construit au XIIIe siècle à la demande des comtes de Sanframondo dans une position stratégique au-dessus de la vallée de Telesina. Au Moyen Âge, un village s'est formé autour de la Rocca sous le nom de Massa Superiore pour le distinguer de celui de Massa Inferiore, actuelle château de Faicchio.
La forteresse avait à l'origine des fonctions d'observation et de défense des possessions des Sanframondo qui étaient les seigneurs féodaux de la plupart des communes de la zone. À la suite du tremblement de terre de 1349 qui provoqua la destruction de la cité romaine voisine de Telesia  et le dégagement de vapeurs sulfureuses, les évêques du diocèse séjournèrent plusieurs années dans la forteresse qui s'appelait alors Rocca De Episcopio. À cette époque, un palais fut construit à l'intérieur des murs, appelé plus tard Castelluccio.
À l'intérieur des remparts se trouvait également l'église paroissiale Sant'Andrea qui, en 1596, fut fondée avec un maître-autel orné de trois sculptures en bois et quatre autels latéraux. Le transfert des évêques à Cerreto Sannita, l'achat du fief par la famille Carafa qui ne fréquentait pas ces terres car ils vivaient à Naples, et la construction de l'actuel village de San Salvatore Telesino, furent les causes de l'abandon du forteresse et du village attenant.